# Großwald Brauerei Bauer
La Großwald Brauerei Bauer est une brasserie de Eiweiler, quartier de Heusweiler.
La brasserie est membre de Brauring, une société coopérative de brasseries privées d'Allemagne, d'Autriche et de Suisse.

## Histoire
La brasserie est une entreprise familiale depuis sa création en 1860. Le directeur général Alexander Kleber est ainsi la cinquième génération à diriger l'entreprise, ses fils Christian et Florian constituant la sixième génération. En 2010, environ 40 000 hectolitres de bière furent brassés avec 30 employés.

## Production
La gamme de produits comprend différentes variétés telles que la Hofgut Pils, la Zwickel, la Weißbier, la Landbier, l'Export et la Festtrunk. En outre, la boisson à la bière mélangée G-Mix et un panaché sont produits. Les bières sont principalement vendues en Sarre. En plus de la bière, l'eau minérale Köllertal est également mise en bouteille dans la brasserie.